# Ocellularia microstoma
Ocellularia microstoma är en lavart som först beskrevs av Johannes Müller Argoviensis och som fick sitt nu gällande namn av Mason Ellsworth Hale. 
Ocellularia microstoma ingår i släktet Ocellularia och familjen Graphidaceae. Inga underarter finns listade i Catalogue of Life.